# TV Anhanguera Gurupi
TV Anhanguera Gurupi é uma emissora de televisão brasileira sediada em Gurupi, cidade do estado do Tocantins. Opera no canal 11 (23 UHF digital) e é afiliada à TV Globo. Integra a Rede Anhanguera, rede de televisão pertencente ao Grupo Jaime Câmara.

## História
Com o plano de expansão do sinal da TV Anhanguera para o norte do estado de Goiás, foi instalada em 1976 uma estação retransmissora no município de Araguaína. No ano seguinte, a pedido da comunidade local de Gurupi, a Organização Jaime Câmara inaugurou uma retransmissora no município em 20 de dezembro de 1977, através do canal 2 VHF, sendo este o marco inicial da TV Anhanguera Gurupi. De início, por não haver transmissão via satélite, toda a programação era pré-gravada em Goiânia e levada de ônibus até Gurupi, gerando uma defasagem de até 15 dias entre a exibição original, mesmo esquema que já vinha sendo adotado há um ano pelo canal de Araguaína. Naquela época, também não havia luz elétrica no município, e para evitar picos de energia pelo grande número de aparelhos de TV sobrecarregando o gerador a diesel da cidade, a retransmissora só funcionava no início da tarde e após as 22h da noite.
Em 5 de março de 1982, o presidente João Figueiredo assina dois decretos outorgando concessão de geradora para as emissoras da TV Anhanguera em Gurupi e Araguaína. A partir daí, as estações deixam o velho esquema de gravação de fitas e passam a repetir a programação da emissora de Goiânia e da TV Globo via satélite e em tempo real. Nessa época, também passam a ser produzidos curtos noticiários intercalados com a programação vinda de Goiânia. Em 3 de junho de 1987, o DENTEL publica portaria alterando o canal da emissora, que sai do 2 para o 11 VHF.
Em 1989, é implantado o estado do Tocantins, emancipando o extremo norte e o médio norte do sul do estado de Goiás. A Rede Anhanguera, na época composta por 4 emissoras, ganha então caráter bi-estadual. Pela proximidade geográfica com a capital, Palmas, a emissora de Gurupi torna-se a cabeça de rede para o novo estado, passando a gerar programação local em 1991. Em 1995, a OJC implanta uma sucursal da TV Anhanguera Gurupi na capital, passando a gerar sua programação a partir de lá, e 10 anos depois, foi inaugurada a TV Anhanguera Palmas, que assumiu a condição de cabeça de rede.
A emissora manteve estúdios e escritórios localizados no Edifício Castelo, no Centro da cidade, juntamente com sua co-irmã Araguaia FM, até 2019. Desde então, sua estrutura funciona apenas no km 645 da rodovia BR-153, onde seus equipamentos de transmissão estão instalados desde a inauguração em 1977.

## Sinal digital
| PSIP | Canal  | Proporção de tela | Programação                                 |
| ---- | ------ | ----------------- | ------------------------------------------- |
| 11.1 | 23 UHF | 1080i             | Programação da TV Anhanguera Gurupi / Globo |

A emissora iniciou oficialmente suas transmissões digitais em 2 de maio de 2014, através do canal 23 UHF. No mesmo dia, também entrou no ar o sinal digital da TV Anhanguera em Araguaína.
Transição para o sinal digital
Com base no decreto federal de transição das emissoras de TV brasileiras do sinal analógico para o digital, a TV Anhanguera Gurupi cessou suas transmissões pelo canal 11 VHF em 01 de agosto de 2021, seguindo o cronograma oficial da ANATEL. O sinal foi cortado às 06h00, durante a transmissão dos Jogos Olímpicos de Tóquio 2020 na TV Globo, e foi substituído pelo aviso do MCTIC e da ANATEL sobre o switch-off.

## Programas
Após a criação do estado do Tocantins, a TV Anhanguera Gurupi foi incumbida de gerar a programação local a partir de fevereiro de 1991, com a produção do Bom Dia Tocantins e das duas edições do Jornal Anhanguera, situação que durou até a inauguração da emissora de Palmas em 2005, que passou a ser a cabeça de rede para o estado. A emissora continuou gerando blocos locais do Jornal Anhanguera 1.ª edição e edições integrais do Jornal Anhanguera 2.ª edição (este último até 2017), mas em 7 de maio de 2020, a Rede Anhanguera encerrou a programação local de Gurupi e de Araguaína, após contenção de gastos em razão da pandemia do Coronavírus, que ocasionou a demissão de boa parte dos funcionários. Desde então, a emissora repete toda a programação gerada em Palmas.

## Retransmissoras
- Aliança do Tocantins - 21 UHF digital
- Almas - 11 VHF / 22 UHF digital
- Alvorada - 8 VHF / 23 UHF digital
- Aurora do Tocantins - 11 VHF
- Brejinho de Nazaré - 5 VHF / 22 UHF digital
- Chapada da Natividade - 8 VHF / 24 UHF digital
- Combinado - 3 VHF
- Conceição do Tocantins -  11 VHF / 23 UHF digital
- Crixás do Tocantins - 7 VHF / 21 UHF digital
- Dianópolis - 9 VHF / 23 UHF digital
- Dueré - 2 VHF / 23 UHF digital
- Fátima - 9 VHF / 23 UHF digital
- Figueirópolis - 12 VHF / 24 UHF digital
- Formoso do Araguaia - 10 VHF / 22 UHF digital
- Ipueiras - 8 VHF / 21 UHF digital
- Jaú do Tocantins - 9 VHF
- Lavandeira - 5 VHF
- Natividade - 13 VHF / 24 UHF digital
- Novo Acordo - 12 VHF / 25 UHF (em implantação)
- Novo Alegre - 9 VHF
- Novo Jardim - 13 VHF
- Peixe - 9 VHF / 22 UHF digital
- Ponte Alta do Bom Jesus - 11 VHF
- Porto Alegre do Tocantins - 10 VHF
- Rio da Conceição - 3 VHF
- Sandolândia - 9 VHF
- São Salvador do Tocantins - 10 VHF
- São Valério da Natividade - 2 VHF
- Sucupira - 13 VHF / 23 UHF digital
- Taguatinga - 11 VHF
- Taipas do Tocantins - 13 VHF
- Talismã - 9 VHF